# Tatra T6A2
Tatra T6A2 (inačnica tramvaja T6) je tip čehoslovačkog tramvaja koji se proizvodio u ČKD-u.

## Konstrukcija
Tip T6A2 je razvijen kao nasljednik tramvaja Tatra T4, koji se izvozio u bivši Sovjetski Savez, bivšu Jugoslaviju i Njemačku. Tramvaji imaju užu karoseriju (2200 mm naspram standardnih 2500 mm). To je jednosmjerni četveroosovinski motorni tramvaj. Tramvaj ima troja vrata te je opremljen tiristorskom električnom opremom TV3. Tramvaji se mogu spajati i u tipične njemačke kompozicije (T6A2+T6A2+B6A2), a cijela kompozicija upravlja se samo s jednim tramvajem.

## Prototip
Prototipna kompozicija tramvaja T6A2(g.b. 0020 i 0021) i jedne prikolice B6A2 (g.b. 0022) je proizvedena 1985. Po probnim vožnjama u Pragu kompozicija je poslana u Dresden, gdje je kompozicija dobila brojeve 226 001, 226 002 i 276 001. Između 1990. i 2001. godine je kompozicija služila za razgledavanje grada. Zatim je tramvaj g.b 226 001 je obnovljen do originalnog stanja i predan u muzej. 

## Izvoz tramvaja
Od 1985. do 1999. je proizvedeno 256 tramvaja, te su prodavani:
| Država   | Grad      | Tip     | Godine izvoza | Prodano tramvaja | Garažni brojevi po prodaji | Izmjene                                    | Izvori |
| -------- | --------- | ------- | ------------- | ---------------- | -------------------------- | ------------------------------------------ | ------ |
| Bugarska | Sofija    | ∑       | 1990. – 1999. | 57               | 2001-2057                  |                                            | [ 1 ]  |
| Bugarska | Sofija    | T6A2B   | 1990.         | 40               | 2001-2040                  |                                            | [ 1 ]  |
| Bugarska | Sofija    | T6A2-SF | 1999.         | 17               | 2041-2057                  | Električna oprema TV14                     | [ 1 ]  |
| Mađarska | Szeged    | T6A2H   | 1997.         | 13               | 900-912                    |                                            | [ 1 ]  |
| Njemačka | Berlin    | T6A2D   | 1988. – 1990. | 118              | 218 101-218 218            |                                            | [ 1 ]  |
| Njemačka | Dresden   | T6A2D   | 1985. – 1988. | 4                | 226 001-226 004            |                                            | [ 1 ]  |
| Njemačka | Leipzig   | T6A2D   | 1988. – 1991. | 28               | 1001-1028                  |                                            | [ 1 ]  |
| Njemačka | Magdeburg | T6A2D   | 1989.         | 6                | 1275-1280                  | Tramvaji iz Schwerina imaju g.b. 1281-1286 | [ 1 ]  |
| Njemačka | Rostock   | T6A2D   | 1989. – 1990. | 24               | 601-624                    |                                            | [ 1 ]  |
| Njemačka | Schwerin  | T6A2D   | 1989.         | 6                | Nisu vozili                | Tramvaji su prodani u Magdeburg            | [ 1 ]  |

## Galerija
- Tatra T6A2D u Berlinu
- Tatra T6A2 u Sofiji
- Tatra T6A2 u Szegedu